# Pedro Paulo Diniz
Pedro Paulo Diniz (São Paulo, 22 de maio de 1970) é um ex-piloto brasileiro de Fórmula 1. Atualmente, é administrador de uma fazenda especializada em produtos orgânicos.

## Biografia
Pedro Paulo é filho do conhecido empresário Abílio Diniz, ex-presidente do conselho de administração da BRF.
Surgiu como promessa para o automobilismo brasileiro na Fórmula 1, após a morte de Ayrton Senna em 1994. Seu primeiro grande prêmio disputado foi o GP do Brasil em 1995, pela equipe Forti.
Sua melhor temporada ocorreu em 1998 e 1999 quando conquistou o 14° lugar obtendo 3 pontos.
Correu pelas equipes Forti, Arrows e Sauber até abandonar o automobilismo em 2001.
Todavia, não se afastou definitivamente da categoria, tornando-se sócio da escuderia Prost Grand Prix, criada pelo ex-piloto Alain Prost. Por desentendimentos com Prost, Diniz acabou se afastando da gestão da equipe, que posteriormente foi à falência.
Voltando ao Brasil, depois de morar anos na Europa, em parceria com a Renault, organizou o campeonato de Fórmula Renault.
De 2003 a 2009 foi sócio de uma pousada em Fernando de Noronha.
Atualmente, possui uma fazenda especializada na produção de alimentos orgânicos, em Itirapina.

## Resultados[5]
(legenda) 
| Ano  | Nome Oficial da Equipe          | Chassi      | Motor                    | Pneus | 1   | 2   | 3   | 4   | 5   | 6   | 7   | 8   | 9   | 10  | 11  | 12  | 13  | 14  | 15  | 16  | 17  | Pontos | Posição  |  |
| ---- | ------------------------------- | ----------- | ------------------------ | ----- | --- | --- | --- | --- | --- | --- | --- | --- | --- | --- | --- | --- | --- | --- | --- | --- | --- | ------ | -------- |  |
|      |                                 |             |                          |       |     |     |     |     |     |     |     |     |     |     |     |     |     |     |     |     |     |        |          |  |
|      |                                 |             |                          |       | BRA | ARG | SMR | ESP | MON | CAN | FRA | GBR | GER | HUN | BEL | ITA | POR | EUR | PAC | JPN | AUS |        |          |  |
| 1995 | Parmalat Forti Ford             | Forti FG01  | Ford EDD V8              | G     | 10  | NC  | NC  | Ret | 10  | Ret | Ret | Ret | Ret | Ret | 13  | 9   | 16  | 13  | 17  | Ret | 7   | 0      | NC (21º) |  |
|      |                                 |             |                          |       |     |     |     |     |     |     |     |     |     |     |     |     |     |     |     |     |     |        |          |  |
|      |                                 |             |                          |       | AUS | BRA | ARG | EUR | SMR | MON | ESP | CAN | FRA | GBR | GER | HUN | BEL | ITA | POR | JPN |     |        |          |  |
| 1996 | Equipe Ligier Gauloises Blondes | Ligier JS43 | Mugen Honda MF-301HA V10 | G     | 10  | 8   | Ret | 10  | 7   | Ret | 6   | Ret | Ret | Ret | Ret | Ret | Ret | 6   | Ret | Ret |     | 2      | 15º      |  |
|      |                                 |             |                          |       |     |     |     |     |     |     |     |     |     |     |     |     |     |     |     |     |     |        |          |  |
|      |                                 |             |                          |       | AUS | BRA | ARG | SMR | MON | ESP | CAN | FRA | GBR | GER | HUN | BEL | ITA | AUT | LUX | JPN | EUR |        |          |  |
| 1997 | Danka Arrows Yamaha             | Arrows A18  | Yamaha OX11A V10         | B     | 10  | Ret | Ret | Ret | Ret | Ret | 8   | Ret | Ret | Ret | Ret | 7   | Ret | 13† | 5   | 12  | Ret | 2      | 16º      |  |
|      |                                 |             |                          |       |     |     |     |     |     |     |     |     |     |     |     |     |     |     |     |     |     |        |          |  |
|      |                                 |             |                          |       | AUS | BRA | ARG | SMR | SPA | MON | CAN | FRA | GBR | AUT | GER | HUN | BEL | ITA | LUX | JPN |     |        |          |  |
| 1998 | Danka Zepter Arrows             | Arrows A19  | Arrows T2-F1 V101        | B     | Ret | Ret | Ret | Ret | Ret | 6   | 9   | 14  | Ret | Ret | Ret | 11  | 5   | Ret | Ret | Ret |     | 3      | 14º      |  |
|      |                                 |             |                          |       |     |     |     |     |     |     |     |     |     |     |     |     |     |     |     |     |     |        |          |  |
|      |                                 |             |                          |       | AUS | BRA | SMR | MON | ESP | CAN | FRA | GBR | AUT | GER | HUN | BEL | ITA | EUR | MAL | JPN |     |        |          |  |
| 1999 | Red Bull Sauber Petronas        | Sauber C18  | Petronas SPE-03A V10     | B     | Ret | Ret | Ret | Ret | Ret | 6   | Ret | 6   | 6   | Ret | Ret | Ret | Ret | Ret | Ret | 11  |     | 3      | 14º      |  |
|      |                                 |             |                          |       |     |     |     |     |     |     |     |     |     |     |     |     |     |     |     |     |     |        |          |  |
|      |                                 |             |                          |       | AUS | BRA | SMR | GBR | ESP | EUR | MON | CAN | FRA | AUT | GER | HUN | BEL | ITA | USA | JPN | MYS |        |          |  |
| 2000 | Red Bull Sauber Petronas        | Sauber C19  | Petronas SPE-04A V10     | B     | Ret | DNS | 8   | 11  | Ret | 7   | Ret | 10  | 11  | 9   | Ret | Ret | 11  | 8   | 8   | 11  | Ret | 0      | NC (18º) |  |

↑1  motor Hart renomeado.
† Completou mais de 90% da distância da corrida